# Tân Trường, Nghi Sơn
Tân Trường là một xã thuộc thị xã Nghi Sơn, tỉnh Thanh Hóa, Việt Nam.

## Địa lý
Xã Tân Trường nằm ở phía tây nam thị xã Nghi Sơn, có vị trí địa lý:
- Phía đông giáp phường Mai Lâm và xã Tùng Lâm
- Phía tây giáp tỉnh Nghệ An
- Phía nam giáp tỉnh Nghệ An và xã Trường Lâm
- Phía bắc giáp huyện Như Thanh và xã Phú Lâm.

Xã Tân Trường có diện tích 35,41 km², dân số năm 1999 là 6.973 người, mật độ dân số đạt 197 người/km².
Đây là địa phương có hai đoạn tuyến của đường cao tốc Bắc – Nam đang được xây dựng đi qua là đường cao tốc Quốc lộ 45 – Nghi Sơn và đường cao tốc Nghi Sơn – Diễn Châu.

## Lịch sử
Từ xa xưa trên địa bàn xã này có tuyến kênh Nhà Lê nối từ kinh đô Hoa Lư đến Đèo Ngang đi qua, là tuyến đường thủy đầu tiên trong lịch sử Việt Nam và được coi là tuyến đường Hồ Chí Minh trên sông vì những đóng góp cho các cuộc chiến tranh của người Việt.
Trước đây, một phần xã Tân Trường là một thôn thuộc xã Trường Lâm. Xã Tân Trường được thành lập vào ngày 15 tháng 3 năm 1965, khi đó thuộc huyện Tĩnh Gia.
Ngày 22 tháng 4 năm 2020, Ủy ban Thường vụ Quốc hội ban hành Nghị quyết số 933/NQ-UBTVQH14 thành lập thị xã Nghi Sơn trên cơ sở toàn bộ diện tích và dân số của huyện Tĩnh Gia. Xã Tân Trường thuộc thị xã Nghi Sơn như hiện nay.